# Grimke (inslagkrater)
Grimke is een inslagkrater op Venus. Grimke werd in 1994 genoemd naar de Amerikaanse abolitioniste en suffragette Sarah Grimké (1792-1873).
De krater heeft een diameter van 34,8 kilometer en bevindt zich in het quadrangle Ulfrun Regio (V-27).